# بهنواد
بهنواد (به انگلیسی: Bhanvad) یک منطقهٔ مسکونی در هند است که در Bhanvad Taluka واقع شده‌است. بهنواد ۲۲٬۱۴۲ نفر جمعیت دارد و ۵۷ متر بالاتر از سطح دریا واقع شده‌است.